# Спаський собор у Чернігові (срібна монета)
«Спа́ський собо́р у Черні́гові» — срібна пам'ятна монета номіналом 20 гривень, випущена Національним банком України. Присвячена визначній пам'ятці архітектури Київської Русі — собору Святого Спаса, закладеному у 1033—1034 роках чернігівським князем Мстиславом Володимировичем.
Монету було введено в обіг 24 червня 1997 року. Відноситься монета до серії Духовні скарби України.

## Опис та характеристики монети
| Номінал грн. | Метал            | Маса, грам   | Діаметр, мм. | Якість виготовлення | Гурт     | Тираж, штук |
| ------------ | ---------------- | ------------ | ------------ | ------------------- | -------- | ----------- |
| 20           | срібло 925 проби | 31,1 / 33,62 | 38,6         | пруф                | рифлений | 5 000       |

### Аверс
На аверсі монети в центральному колі, обрамленому стилізованим рослинним орнаментом, розміщено зображення фрагмента копії фрески XI ст. «Свята Текля». Вгорі — зображення Державного герба України і по колу напис «УКРАЇНА», внизу написи: «1997» — рік карбування монети та у два рядки 20 ГРИВЕНЬ — позначення номінальної вартості монети. Слово «ГРИВЕНЬ» розміщено по колу. Ліворуч і праворуч від числа 20 розміщені позначення і проба дорогоцінного металу Ag 925 та його вага у чистоті 31,1. Вся композиція обрамлена по колу намистовим узором.

### Реверс

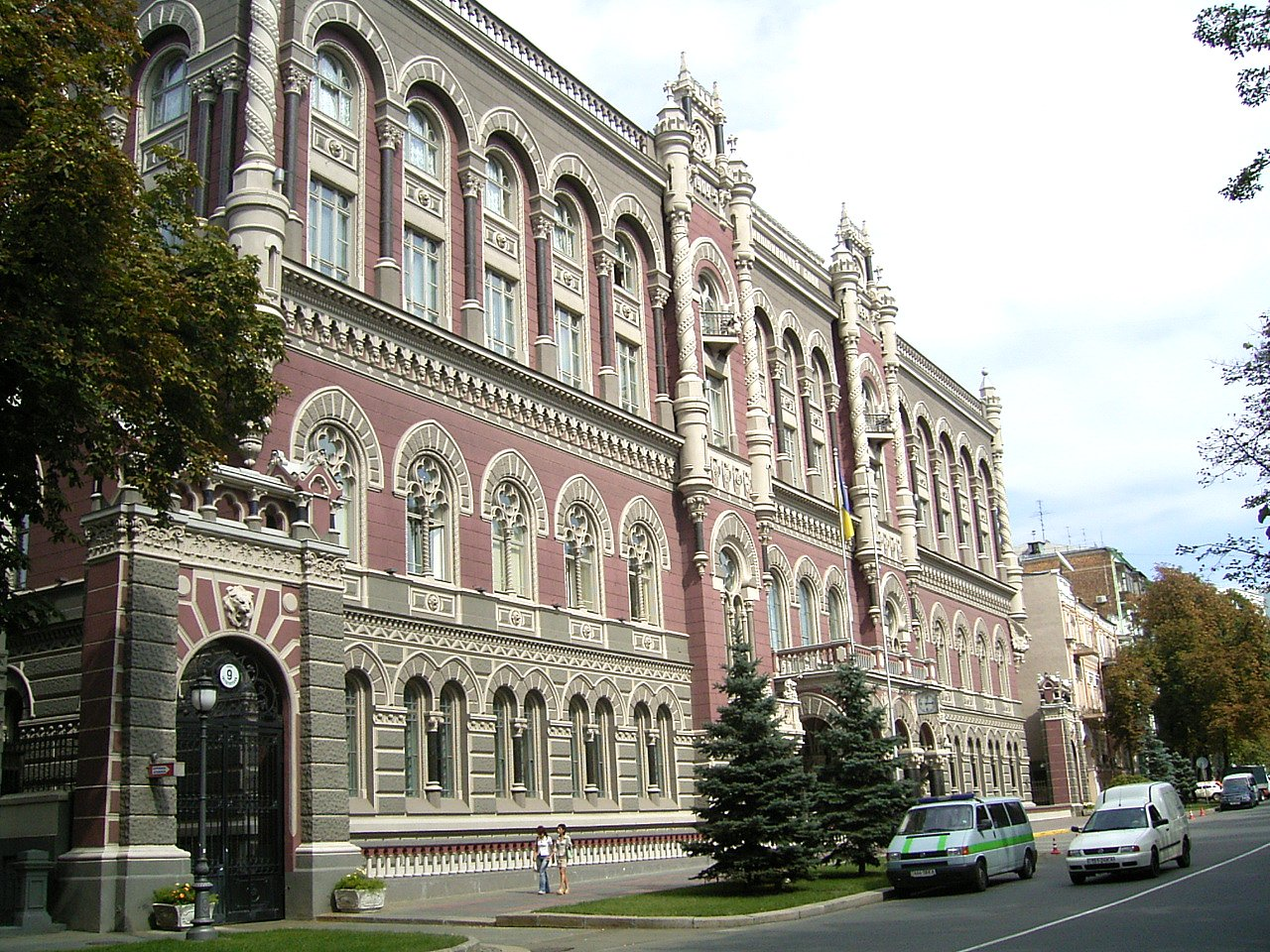
Будівля Національного банку України

На реверсі монети в центрі розміщено зображення західного фасаду Спаського Собору. По колу написи: ліворуч «ЧЕРНІГІВ», вгорі «СПАСЬКИЙ СОБОР», праворуч «XI ст.» Написи відокремлені один від одного солярними знаками. Внизу зображено стрічку з написом на ній «ДУХОВНІ СКАРБИ УКРАЇНИ».

## Автори
- Художники: Івахненко Олександр, Сніжко Анатолій.
- Скульптор — Котович Роберт.

## Вартість монети
Фактична приблизна вартість монети, з роками змінювалася так:
| Рік        | 2010  | 2011  | 2012  | 2013  | 2014  | 2015  | 2016  | 2017  | 2018  | 2019  | 2020  | 2021  | 2022  | 2023  | 2024  | 2025  |
| ---------- | ----- | ----- | ----- | ----- | ----- | ----- | ----- | ----- | ----- | ----- | ----- | ----- | ----- | ----- | ----- | ----- |
| Ціна, грн. | 2 500 | 2 500 | 2 500 | 2 500 | 1 750 | 1 750 | 1 500 | 1 700 | 3 200 | 2 900 | 3 000 | 3 200 | 2 800 | 3 800 | 6 500 | 6 000 |